# Humboldtstraße 68 (Mönchengladbach)

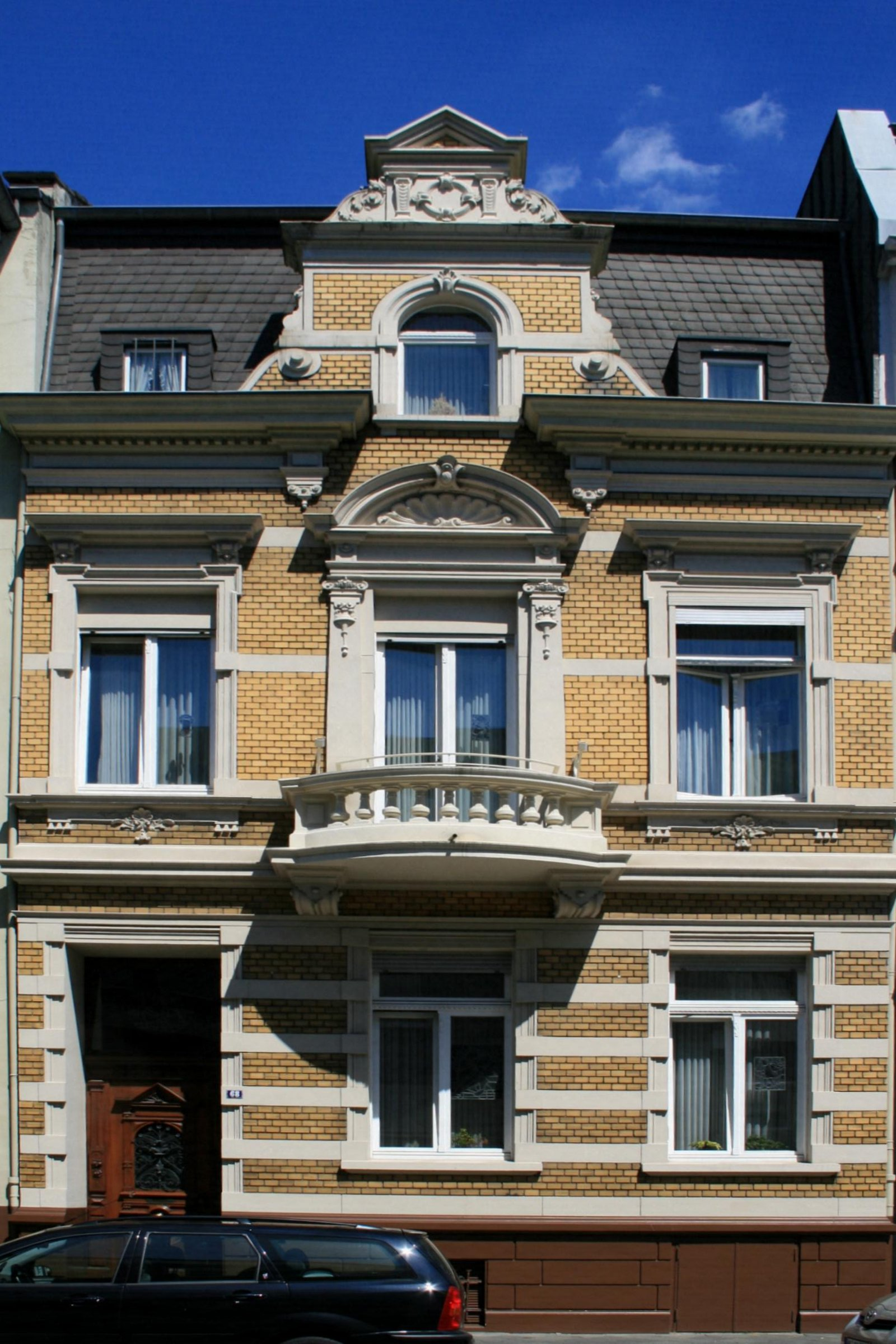
Wohnhaus (2010)

Das Wohnhaus Humboldtstraße 68 steht in Mönchengladbach (Nordrhein-Westfalen).
Das Gebäude wurde 1888 erbaut. Es wurde unter Nr. H 074  am 23. September 1992 in die Denkmalliste der Stadt Mönchengladbach eingetragen.

## Architektur
Das Wohnhaus Nr. 68 liegt in einem um die Jahrhundertwende bebauten Wohngebiet, das die Stadterweiterung in Richtung Eicken dokumentiert und wird erstmals im Adressbuch von 1888 genannt.
Es handelt sich um ein traufständiges, zweigeschossiges und dreiachsiges Wohnhaus mit kleinem Anbau unter einem Mansarddach und mit kleinem Zwerchgiebel, flankiert von zwei kleinen Gauben.